# Національна блакитна стежка
«Блакитна стежка» (угор. Országos Kéktúra, скорочено OKT) — національний угорський пішохідний маршрут. Є частиною мережі європейських пішохідних маршрутів.

## Історія

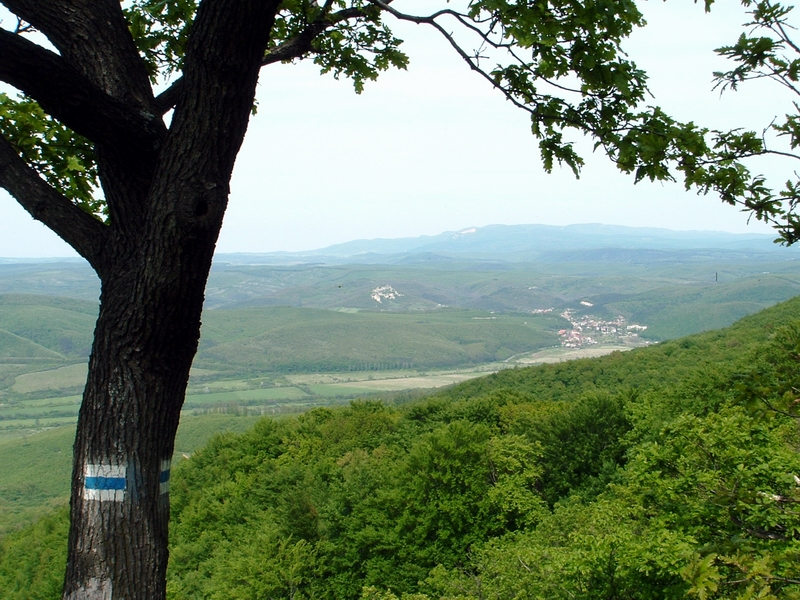
Маркування маршруту в горах Матра

Маршрут був відкритий в 1952 році. Його довжина склала більше 1128 км, він йшов від гори Гешрібенштайн на кордоні з Австрією через Будапешт до населеного пункту Холлохаза біля кордону зі Словаччиною. У 1983 році східна частина маршруту увійшла до складу міжнародного пішохідного маршруту дружби Айзенах — Будапешт (EB), єдиного міжнародного маршруту соціалістичних країн східної Європи (він проходив через НДР, Польщу, Чехословаччину і Угорщину). Сьогодні велика частина «Блакиної стежки» інтегрована в європейський міжнародний пішохідний маршрут Е4 (Гібралтар — Піренеї — Боденське озеро — Балатон — Ріла — Крит). До «Блакитної стежки» додалися ще два угорських маршрути «Rockenbauer Pál Dél-dunántúli Kéktúra» і «Alföldi Kéktúra», які зараз іноді розглядаються як його частина.